# Александров, Александр Михайлович (1907)
Алекса́ндр Миха́йлович Алекса́ндров (30 августа 1907 — 22 апреля 1983, Москва) — советский дипломат. Чрезвычайный и полномочный посол.

## Биография
Член ВКП(б). На дипломатической работе с 1939 года.
- В 1939—1940 годах — заведующий Центральноевропейским отделом НКИД СССР.
- В 1940—1942 годах — советник миссии СССР в Болгарии.
- В 1942—1944 годах — советник миссии СССР в Австралии.
- В 1944—1946 годах — заведующий Политическим отделом НКИД РСФСР.
- В 1946—1949 годах — заведующий IV Европейским отделом МИД СССР.
- С 4 марта 1949 по 10 сентября 1953 года — чрезвычайный и полномочный посланник СССР в Новой Зеландии[1].
- В 1953—1958 годах — заместитель начальника Консульского управления МИД СССР.
- С 18 сентября 1958 по 27 декабря 1963 года — чрезвычайный и полномочный посол СССР в Исландии[2].
- В 1964—1966 годах — на ответственной работе в центральном аппарате МИД СССР.
- С 26 ноября 1966 по 17 сентября 1970 года — чрезвычайный и полномочный посол СССР в Сьерра-Леоне[3].

С 1971 года — в отставке.
Похоронен на Кунцевском кладбище Москвы.

## Награды
- орден Трудового Красного Знамени (5 ноября 1945)
- орден «Знак Почёта» (3 ноября 1944)
- орден «Знак Почёта» (1954)[4]
- орден «Знак Почёта» (22 октября 1971)[5]